# Rumänische Sprache
Rumänisch (Eigenbezeichnungen: română [ro'mɨnə], românește [romɨ'neʃte], limba română ['limba ro'mɨnə]) ist die Amtssprache Rumäniens und der Republik Moldau. Insgesamt wird es von 34 Millionen Menschen gesprochen, wovon rund 30 Millionen Muttersprachler sind. In der Republik Moldau wurde Rumänisch von 1994 bis 2013 als „Moldauisch“ bezeichnet, woran die Region Transnistrien weiterhin festhält.
Rumänisch ist eine romanische Sprache und somit Teil des italischen Zweigs der indogermanischen Sprachfamilie. "Rumänisch" ist im weiteren Sinne ein Überbegriff für die vier Sprachen/Dialekte Dakorumänisch, Aromunisch, Meglenorumänisch und Istrorumänisch und bezeichnet im engeren Sinne nur das Dakorumänische. Die vier Sprachen bilden zusammen mit dem ausgestorbenen Dalmatischen die Gruppe der balkanromanischen Sprachen. 

## Verbreitung und rechtlicher Status
Als offizielle Sprache wird das Rumänische in Rumänien und der Republik Moldau gesprochen. Von den 19,05 Millionen Einwohnern (2021) Rumäniens sind 80,52 % Muttersprachler. In der Republik Moldau gibt es 2,57 Millionen Muttersprachler, was 64,5 % der Gesamtbevölkerung entspricht.

Rumänisch in Europa
Amtssprache
Anerkannte Minderheitensprache

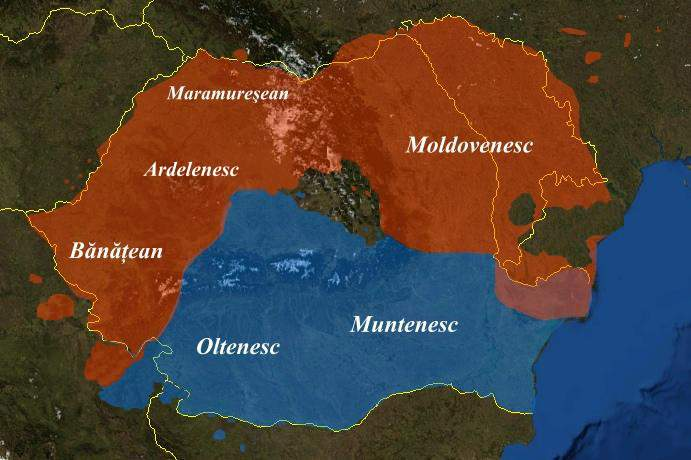
Die rumänischen Mundarten

## Genese
siehe auch: Dako-romanische Kontinuitätstheorie
Das Rumänische ist die östlichste romanische Sprache. Es ist aus dem Lateinischen hervorgegangen, das in den römischen Provinzen Dakien und Moesien gesprochen wurde, d. h. nördlich bzw. südlich der Donau. Die kurze Zeit der römischen Herrschaft in Dakien von 107 bis 271 n. Chr. genügt nicht, um die Herausbildung des Rumänischen in diesem Raum zu erklären. Es müssen sowohl die stärker romanisierten Gebiete südlich der Donau, die weiterhin unter römischer Herrschaft verblieben waren, als auch die starken wirtschaftlichen und kulturellen Kontakte der in Dakien verbliebenen Bevölkerung mit dem römisch-byzantinischen Reich in Betracht gezogen werden.
Weitere wichtige Einflüsse auf das Rumänische sind das thrako-dakische Substrat und die Zugehörigkeit zum Balkansprachbund.

## Rechtschreibung und Aussprache

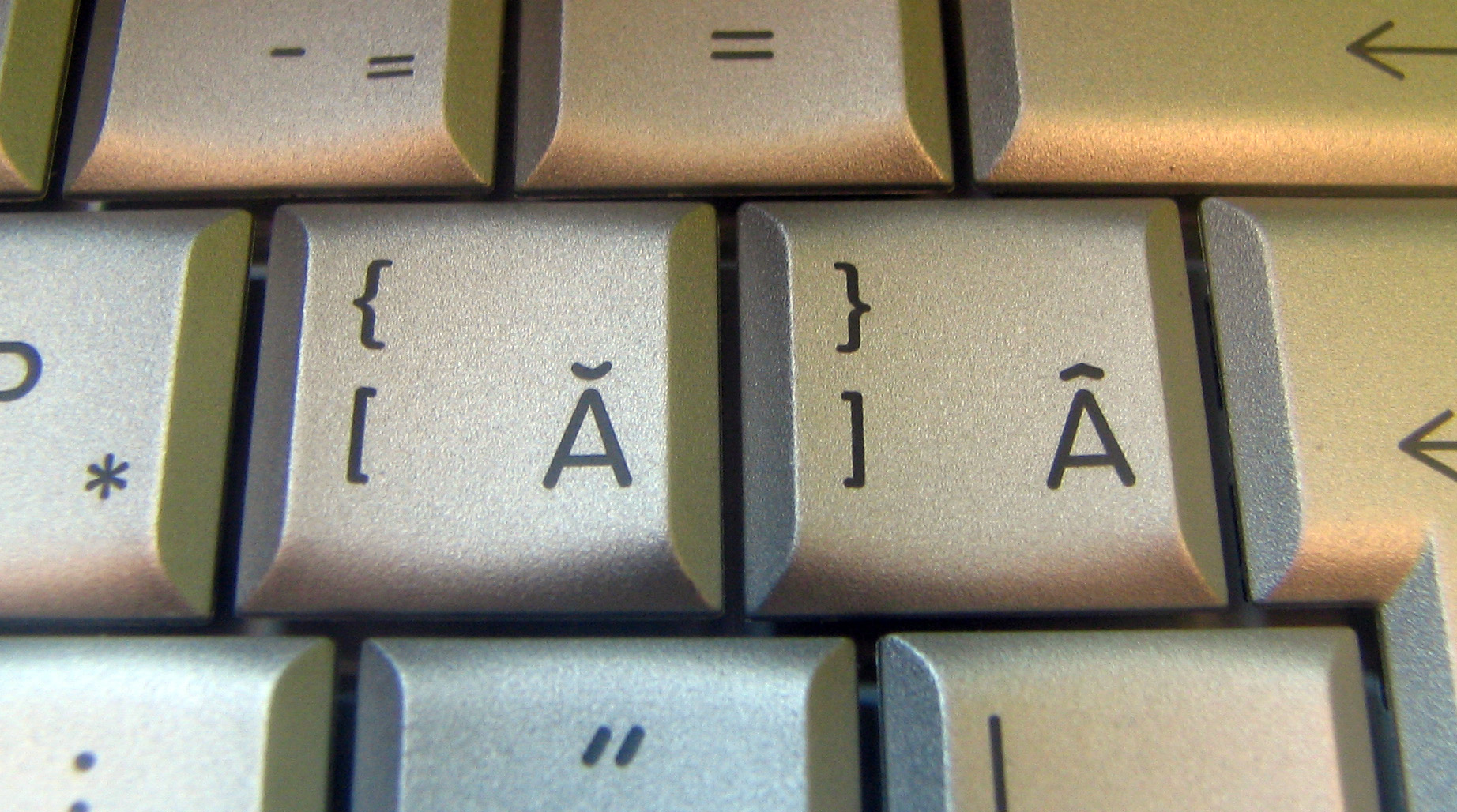
Rumänische Computertastatur

Bis 1862 wurde Rumänisch in kyrillischer Schrift geschrieben. Die Siebenbürgische Schule entwickelte über mehrere Zwischenstufen das bis heute benutzte lateinische Schriftsystem mit Sonderzeichen. In der 1924 gegründeten, transnistrischen Moldauischen Autonomen Sozialistischen Sowjetrepublik wurde von 1930 an Rumänisch wieder mit kyrillischen Buchstaben verschriftet, wie auch in der 1940 um rumänische Gebiete zur Moldauischen SSR erweiterten Sozialistischen Sowjetrepublik bis zu ihrem Untergang 1989, woran die abtrünnige Region Transnistrien bis heute festhält.
Heute umfasst das Rumänische Alphabet die Lateinschrift mit fünf Sonderzeichen:
a, ă, â, b, c, d, e, f, g, h, i, î, j, (k), l, m, n, o, p, (q), r, s, ș, t, ț, u, v, (w), x, (y), z
Die meisten Buchstaben entsprechen jeweils genau einem Laut. Die in Klammern stehenden Buchstaben kommen nur in Lehnwörtern vor.

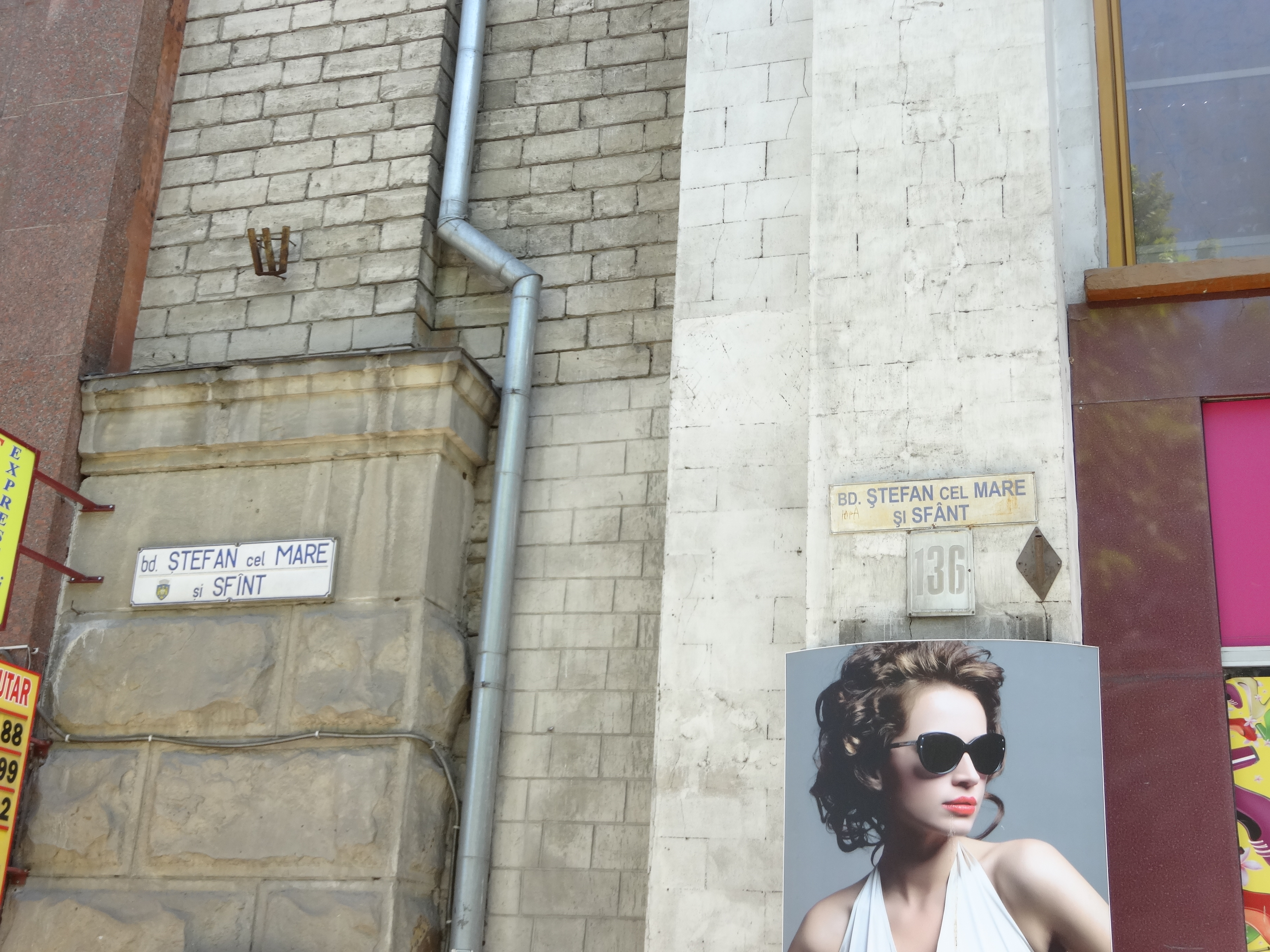
Beispiel für die Verwirrung um die Entwicklung der rumänischen Rechtschreibung und Diakritika: Rechts das alte Straßenschild mit der neuen Rechtschreibung des Wortes sfânt ‚heilig‘ und dem Behelfs-Buchstaben Ş, links das neue Schild mit der alten Rechtschreibung „sfînt“ und dem korrekten Buchstaben Ș

Vor der Einführung der Unicode-Version 3.0 (September 1999) wurden statt der Buchstaben Șș und Țț die Behelfsbuchstaben Şş und Ţţ benutzt.
Zu Beginn der Verschriftung besaß das Rumänische deutlich mehr Sonderzeichen als heute, da versucht wurde, die Etymologie zu erhalten. Da jedoch die breite Bevölkerung des Lateinischen nicht mächtig war, gab es große Schwierigkeiten mit der korrekten Verwendung der Sonderzeichen, weshalb 1904 eine weitgehend phonetische Schreibung eingeführt wurde, die bis 1993 immer wieder reformiert wurde:
- român > romîn > român
- vênt > vînt > vânt
- sûnt > sînt > sunt
- adevěr > adevăr
- fiĭ > fii
- fiŭ > fiu
- ḑice > zice

Nach der seit 1993 gültigen Regelung wird am Wortanfang und am Wortende î und in der Wortmitte â geschrieben, wenn es sich nicht um ein Kompositum handelt.
Folgende Tabelle stellt die rumänischen Buchstaben dar, deren Aussprache sich von den deutschen unterscheidet:
| Graphem | IPA            | Aussprachebeispiel | Aussprache im Deutschen |
| ------- | -------------- | ------------------ | --- |
| ă       | /⁠ə⁠/            |                    | Ungerundeter halboffener Zentralvokal, annähernd wie das „e“ im dt. Matte, kann leicht gerundet gesprochen werden und somit akustisch einem œ nahekommen. |
| â       | /⁠ɨ⁠/            |                    | hat in der deutschen Sprache keine Entsprechung (Kann akustisch einem ü wie in „Mütze“ nahekommen.)                                                       |
| c       | /⁠k⁠/            |                    | wie „k“ |
| ce      | /⁠t͡ʃe⁠/          |                    | wie „tsche“ (wie im it. „Cembalo“) |
| ci      | /⁠t͡ʃi⁠/          |                    | wie „tschi“ (wie in „Chinchilla“) |
| che     | /⁠ce⁠/           |                    | palatalisiertes „ke“ (wie im it. „barchetta“) |
| chi     | /⁠ci⁠/           |                    | palatalisiertes „ki“ (wie im it. „Chianti“) |
| e       | /⁠e⁠/; /⁠i̯e⁠/      |                    | stets ein geschlossenes „e“, wie in dt. „Teer“. Bei Personalpronomen und Formen des Verbs „fi“, die mit „e“ beginnen, wie in dt. „Jerusalem“              |
| g       | /⁠g⁠/            |                    | wie „g“ |
| ge      | /⁠d͡ʒe⁠/          |                    | wie stimmhaftes „dsche“ (wie it. „Angelo“ oder im en. „gentleman“)                                                                                        |
| gi      | /⁠d͡ʒi⁠/          |                    | wie stimmhaftes „dschi“ (wie im it. „Gigolo“) |
| ghe     | /⁠ɟe⁠/           |                    | palatisiertes „ge“ |
| ghi     | /⁠ɟi⁠/           |                    | palatalisiertes „gi“ |
| h       | /⁠h⁠/; /⁠ç⁠/ ~ /⁠x⁠/ |                    | wie „h“, zum Teil aber je nach Position zwischen „ch“ in „ich“ und „Bach“                                                                                 |
| i       | /⁠i⁠/, /⁠ʲ⁠/       |                    | wie „i“; unbetont am Ende eines Wortes nicht silbisch und fast unhörbar (palatalisiert)                                                                   |
| î       | /⁠ɨ⁠/            |                    | genau wie â, die Unterschiede in der Schreibweise sind sprachhistorisch bedingt                                                                           |
| j       | /⁠ʒ⁠/            |                    | stimmhaftes „sch“ wie in „Journalist“, „Garage“ |
| r       | /⁠r⁠/            |                    | das r wird gerollt |
| s       | /⁠s⁠/            |                    | stimmloses „s“ (wie „ss“ in dt. „Gasse“) |
| ș       | /⁠ʃ⁠/            |                    | wie dt. „sch“ in „Asche“ |
| ț       | /⁠t͡s⁠/           |                    | wie dt. „z“ in „Zunge“ |
| v       | /⁠v⁠/            |                    | wie dt. „w“ in „Wohnung“ |
| x       | /⁠ks⁠/, /⁠gs⁠/     |                    | wie „ks“ oder wie „gs“ |
| y       | /⁠i⁠/            |                    | wie „i“ (nur in Fremdwörtern) |
| z       | /⁠z⁠/            |                    | stimmhaftes „s“ (wie in „Suppe“, wie „z“ in Englisch „zero“)                                                                                              |

Beispieltext:
| Lateinschrift: Privea în zare cum pe mări Răsare și străluce, Pe mișcătoarele cărări Corăbii negre duce. |  | IPA-Umschrift: [prive̯a ɨn zare kum pe mərʲ rəsare ʃi strəlut͡ʃe pe miʃkəto̯arele kərərʲ korəbi neɡre dut͡ʃe] |  | Rumänische kyrillische Schrift: Привѣ́ ꙟ̃ зáрє кꙋ́м пє мъ́рй Ръсáрє шѝ стръʌꙋ́чє, Пє мишкътѡáрєʌє къръ́рй Кѡръ́бïй нє́грє дꙋ́чє. |  |

(Mihai Eminescu: „Luceafărul“)

## Phonologie

### Vokale
Das Rumänische besitzt sieben Vokalphoneme.

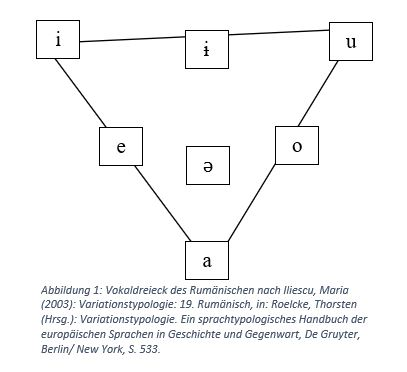
Vokaldreieck der rumänischen Sprache

Tabelle 1: Vokalphoneme des Rumänischen
|             | vorne | zentral | hinten |
| geschlossen | i     | ɨ       | u      |
| halboffen   | e     | ə       | o      |
| offen       |       | a       |        |

### Halbvokale
Das Rumänische besitzt vier Halbvokale.
Tabelle 2: Halbvokale des Rumänischen
| Öffnung | Artikulation     | Artikulation    |
|         | vorne ungerundet | hinten gerundet |
| minimal | j                | w               |
| maximal | e̯                | o̯               |

Diese Halbvokale bilden sowohl steigende als auch fallende Diphthonge: alle vier Halbvokale sind Bestandteile steigender Diphthonge; fallende Diphthonge entstehen hingegen nur mithilfe der Halbvokale [j] und [w].
Die steigenden Diphthonge sind:
Tabelle 3: Steigende Diphthonge
| Halbvokal       |                                 |         |                 |
| e̯               | j                               | o̯       | w               |
| ea [e̯a] eo [e̯o] | ia [ja] ie [je] io [jo] iu [ju] | oa [o̭a] | ua [wa] uă [wǝ] |

Die fallenden Diphthonge sind:
Tabelle 4: Fallende Diphthonge
| Halbvokal                                         |                                                  |
| j                                                 | w                                                |
| ai[aj] ăi[ǝj] ei[ej] îi[ɨj] oi[oj] ui[uj] ii [ij] | au[aw] ău[ǝw] eu[ew] iu[iw] îu[ɨw] ou[ow] uu[uw] |

Die genaue Anzahl der Triphthonge ist umstritten. Vasiliu listet 8 von ihnen auf. Diese sind:
[eaj]
[oaj]
[jaj]
[waj]
[jaw]
[wau]
[jej]
[joj]

### Konsonanten
Die genaue Anzahl der Konsonanten des Rumänischen ist umstritten: 20 oder 22, je nachdem, ob [kʼ] und [gʼ] als Phoneme oder Allophone von [k] bzw. [g] betrachtet werden.
Tabelle 5: Konsonanten des Rumänischen
|                             |                  | Artikulationsstelle |              |         |          |        |          |
| Artikulationsart            | Artikulationsart | Labiale             | Labiodentale | Dentale | Palatale | Velare | Glottale |
| Verschlusslaute (Okklusive) | stl.             | p                   |              | t       | [kʼ]     | k      |          |
| Verschlusslaute (Okklusive) | sth.             | b                   |              | d       | [gʼ]     | g      |          |
| Spiranten (Frikative)       | stl.             |                     | f            | s       | ʃ        |        | h        |
| Spiranten (Frikative)       | sth.             |                     | v            | z       | ʒ        |        |          |
| Affrikaten                  | stl.             |                     |              | ts      | tʃ       |        |          |
| Affrikaten                  | sth.             |                     |              |         | dʒ       |        |          |
| Nasale                      | Nasale           | m                   |              | n       |          |        |          |
| Liquide                     | Liquide          |                     |              | l, r    |          |        |          |

## Grammatik
Das Rumänische ist die einzige romanische Sprache, die noch in Teilen eine Deklination mit den Kasus Nominativ, Genitiv, Dativ, Akkusativ, Vokativ besitzt. Allerdings ist innerhalb der Romanistik umstritten, ob die Kasusflexion eine direkte Fortführung der lateinischen Verhältnisse ist oder ob sie eine Neubildung darstellt. Die erst im 16. Jh. einsetzende schriftliche Überlieferung des Rumänischen trägt zu dieser Unsicherheit bei. Aufgrund von ausgeprägten Synkretismen werden bei Nomina viele Fälle formal nicht unterschieden bzw. nur durch Artikel markiert:
Nominativ/Akkusativ: domn; fată – Genitiv/Dativ: domn; fete – Vokativ: domnule; fato
Nominativ/Akkusativ: domnul; fata – Genitiv/Dativ: domnului; fetei – Vokativ: domnule; fato
Rumänisch ist die einzige heute gesprochene romanische Sprache, die neben dem Maskulinum und Femininum eine voll entwickelte dritte Nominalklasse kennt. Traditionell wird diese als Neutrum bezeichnet, besitzt aber keine eigene Form; stattdessen verhalten sich rumänische Neutra ambig: Im Singular treten sie als Maskulina in Erscheinung und im Plural als Feminina. Auch sämtliche Adjektive kennen nur maskuline und feminine Formen: un scaun înalt ‚ein hoher Stuhl‘, und două scaune înalte ‚zwei hohe Stühle‘.

## Wortschatz

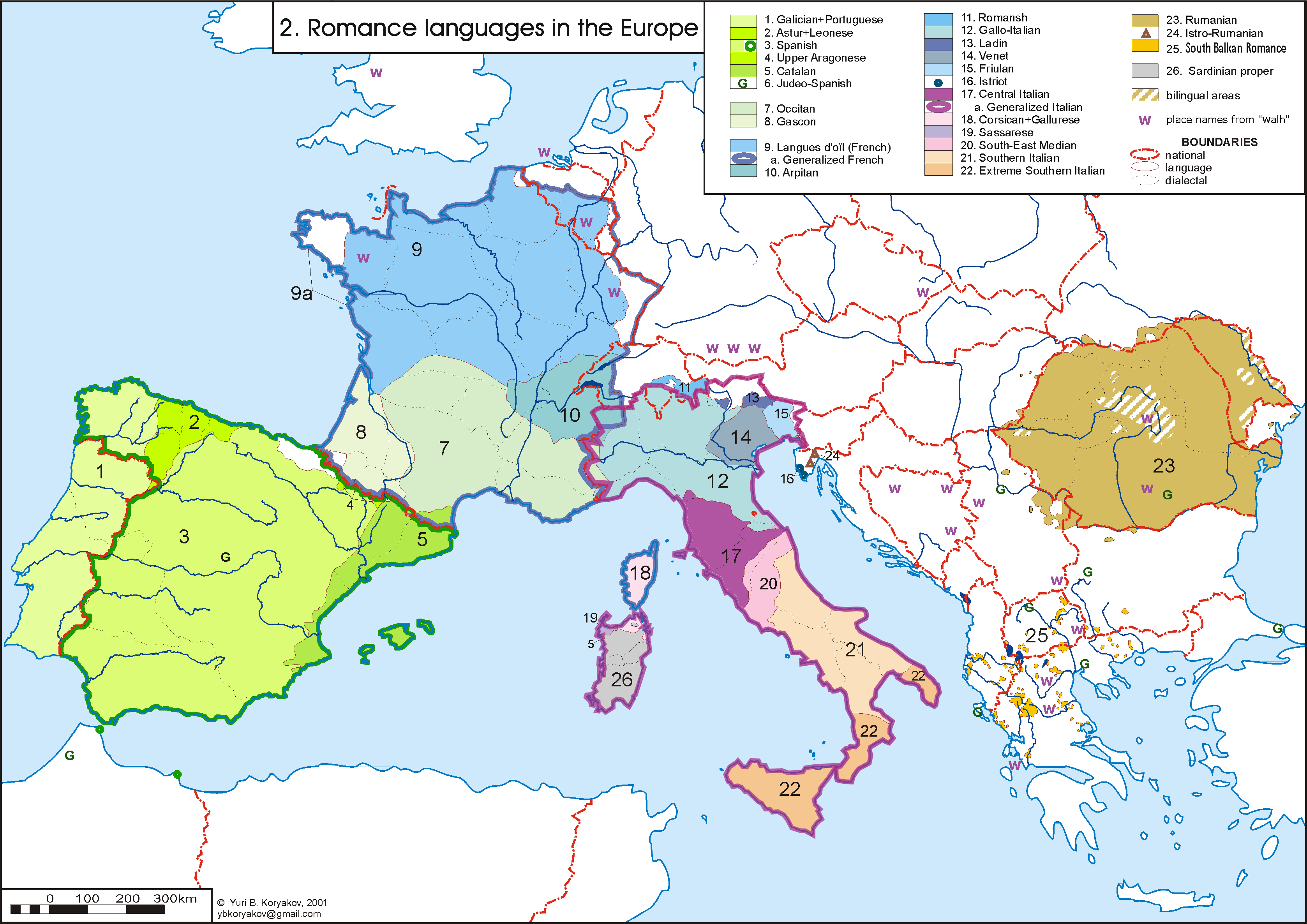
Rumänisch unter den anderen Romanischen Sprachen

Der Wortschatz der rumänischen Sprache ist wie auch die Grammatik größtenteils lateinischen Ursprungs. Im Gegensatz zu den westromanischen Sprachen entwickelten sich die ostromanischen Sprachen – darunter das Dakorumänische, Aromunische, Meglenorumänische und Istrorumänische – über viele Jahrhunderte ohne Kontakt zum Latein und zu den übrigen romanischen Sprachen.
Die zahlreichen Entlehnungen des Rumänischen, die in anderen romanischen Sprachen nicht zu finden sind, gehen auf die Sprachkontakte mit den autochthonen Substratsprachen, dem slawischen Superstrat und einer Vielzahl von Adstratsprachen zurück.
Als autochthones Substrat kommen in Frage das Thrakische, das Geto-Dakische und das Illyrische.
Etwa ab dem 6.–7. Jh. Jahrhundert prägten vor allem altslawische Sprachen den rumänischen Wortschatz stark. Während im 6.–7. Jh. Altbulgarisch einen großen Einfluss auf die heutige rumänische Sprache nahm und heute als Superstrat des Rumänischen betrachtet wird, gab es ab dem 10. Jh. vor allem Sprachkontakte zum Altkirchenslawisch. In den folgenden Jahrhunderten kam es weiterhin zu Sprachkontakten und Entlehnung aus Sprachen wie der griechischen, türkischen, ungarischen und deutschen Sprache. In den vergangenen zwei Jahrhunderten führte die Hinwendung nach Westeuropa zu zahlreichen französischen und lateinischen Entlehnungen in den rumänischen Wortschatz.

Der repräsentative Wortschatz nach Marius Sala

Der repräsentative Wortschatz des Rumänischen, wie er 1988 von Marius Sala ermittelt wurde, besteht aus 2581 Wörtern und weist folgende etymologische Struktur auf:
- 71,66 % romanische Elemente, darunter
  - 30,33 % lateinischen Erbwortschatz
  - 22,12 % französische Entlehnungen
  - 15,26 % lateinische Entlehnungen
  - 3,95 % italienische Entlehnungen
- 3,91 % innersprachliche Wortbildungen
- 14,24 % slawische Elemente, darunter
  - 9,18 % altslawische Entlehnungen
  - 2,67 % bulgarische Entlehnungen
  - 1,12 % russische Entlehnungen
  - 0,85 % serbokroatische Entlehnungen
  - 0,23 % ukrainische Entlehnungen
  - 0,19 % polnische Entlehnungen
- 2,47 % deutsche Entlehnungen
- 1,7 % griechische Entlehnungen
- 0,96 % thrako-dakisches Substrat
- 1,43 % ungarische Entlehnungen
- 0,73 % türkische Entlehnungen
- 0,07 % englische Entlehnungen
- 0,19 % Lautmalereien
- 2,71 % unbekannter Ursprung[19]

Eine genaue Bestimmung der Etymologie ist in vielen Fällen schwierig, da viele Wörter multiple Etymologien aufweisen (z. B. barcă „Barke“ aus dem Italienischen durch neugriechische oder türkische Vermittlung.) 17,70 % der Wörter, die zum repräsentativen Wortschatz gehören, haben mehr als eine einzige gesicherte Etymologie.

### Erbgut
Die rumänische Sprache entwickelte sich aus dem Vulgärlatein und weist dementsprechend viele Wörter lateinischen Ursprungs auf. Zurzeit wird die Wortähnlichkeit mit Italienisch auf 77 %, mit Französisch auf 75 %, mit Katalanisch auf 73 %, mit Portugiesisch und Rätoromanisch auf 72 %, sowie mit der spanischen Sprache auf 71 % geschätzt.
Um einen Vergleich der Gemeinsamkeiten und Unterschiede der modernen romanischen Sprachen zu ermöglichen, folgt der Satz „Sie schließt immer das Fenster vor dem Abendessen.“ in der jeweiligen Sprache sowie im Lateinischen.
Fenestra clausa femina cenat. (klassisches Latein)
Ea semper fenestram claudit antequam cenet. (vulgärlateinisch)
Ea închide întotdeauna fereastra înainte de cină. (rumänisch)
Ella/Lei chiude sempre la finestra prima di cenare. (italienisch)
Elle ferme toujours la fenêtre avant le dîner. (französisch)
Ella sempre tanca la finestra abans de sopar. (katalanisch)
Ella siempre cierra la ventana antes de cenar. (spanisch)
Ela sempre fecha a janela antes de jantar. (portugiesisch)
Jê e siere simpri il barcon prime di cenâ. (friaulisch)
Einige gemeinromanische Wortstämme sind im Rumänischen nicht belegt:
| Latein   | Italienisch   | Französisch         | Katalanisch         | Spanisch | Portugiesisch | Rumänisch | Deutsch  |
| -------- | ------------- | ------------------- | ------------------- | -------- | ------------- | --------- | -------- |
| causa    | causa         | cause               | causa               | causa    | causa         | cauza     | Grund    |
| res      | cosa          | chose               | cosa                | cosa     | coisa         | lucru     | Sache    |
| gaudium  | gaudio, gioia | joie                | goig (Verb: gaudir) | gozo     | gozo          | bucurie   | Freude   |
| laborare | lavorare      | labourer ('ackern') | treballar           | trabajar | laborar       | a lucra   | arbeiten |
| sapere   | sapere        | savoir              | saber               | saber    | saber         | a ști     | wissen   |

### Lehngut
Historisch bedingt weist Rumänisch, besonders das vorheriger Jahrhunderte, mehrere Entlehnungen aus anderen Sprachen auf.

#### Gemeinsamer rumänisch-albanischer Wortschatz
Das Rumänische und das Albanische teilen eine angeblich sehr alte Schicht von Wörtern, von denen einige für die Fernweidewirtschaft typisch sind. Dabei handelt es sich nicht notwendigerweise um Entlehnungen aus dem Albanischen, sondern womöglich um Wörter, die das Rumänische aus einer Vorstufe des Albanischen (die jedoch nicht sicher identifiziert werden kann) entlehnt hat oder von denselben balkanindogermanischen Vorfahren (Daker, Thraker, Illyrer) stammen.
Beispiele:
- albanisch bredh ~ rumänisch brad ‚Tanne‘
- albanisch buzë ~ rumänisch buză ‚Lippe‘
- albanisch cjap ~ rumänisch țap ‚Geißbock‘
- albanisch dhallë ~ rumänisch zară ‚Buttermilch‘
- albanisch gati ~ rumänisch gata ‚fertig, bereit‘
- albanisch gushë ~ rumänisch gușă ‚Kropf‘
- albanisch këpushë ~ rumänisch căpușă ‚Zecke‘
- albanisch mëz ~ rumänisch mânz ‚Fohlen‘
- albanisch modhullë ~ rumänisch mazăre ‚Erbse‘
- albanisch vjedhullë ~ rumänisch viezure ‚Dachs‘

#### Slawismen
Es wird davon ausgegangen, dass es schon früh, etwa ab dem 7. Jahrhundert, zu Sprachkontakten zwischen dem Spätlatein der Balkanhalbinsel und der frühen südslawischen Sprache (dem Altbulgarischen) gekommen ist. Aus dem Südslawischen stammen ca. 550–600 Lehnwörter, darunter viele im Grundwortschatz des Rumänischen. Die Begriffe betreffen alle Bereiche des damaligen Lebens, wie etwa die Landwirtschaft, Natur, Eigenschaften des Menschen oder Tätigkeiten. Ein Teil dieser Lehnwörter, solche die bis ins 10. Jahrhundert übernommen wurden, lassen sich auch im Aromunischen finden, welches sich etwa ab dem 10. Jahrhundert vom Dakorumänischen trennte.
Aus dem frühen Südslawisch ging die Altkirchenslawische Sprache, auch Slawonische Sprache genannt, hervor. Seit dem 10. Jahrhundert bildete sich das Slawonische als Kult- und Kultursprache auf dem rumänischsprachigen Gebiet heraus. So kann die Rolle des Slawonischen in Rumänien mit der Rolle der lateinischen Sprache in mittelalterlichen Westeuropa verglichen werden. Da Klöster die wichtigsten Kulturträger dieser Zeit waren, sind überlieferte Schriften aus dieser Zeit in slawonischer Sprache verfasst. Erst im 17. Jahrhundert setzte sich das Rumänische auch als Schriftsprache neben dem Slawonischen durch, das kyrillische Alphabet blieb aber noch bis in die Mitte des 19. Jahrhunderts erhalten. Dieser enge Sprachkontakt hatte zahlreiche Wortentlehnungen zur Folge. Zwischen dem 14. und 16. Jahrhundert wurden so vor allem slawische Wörter, die „staatliche, religiöse, kulturelle und soziale Einrichtungen und Wesensmerkmale der Feudalgesellschaft bezeichnen“, in den rumänischen Wortschatz übernommen.
Neben Entlehnungen aus dem Kirchenslawischen wurden auch Wörter aus anderen benachbarten slawischen Sprachen in die rumänische Sprache übernommen. So übernahmen vor allem muntenische Mundarten Wörter aus der bulgarischen Sprache, Mundarten des Banat Wörter aus dem Serbischen und solche aus der Moldau Wörter des Ukrainischen.
Zum polnischen Sprachgebiet bestanden ab dem 15. Jahrhundert erste Beziehungen, wodurch einzelne Wörter ins Rumänische aufgenommen wurden. Aufgrund der zeitweisen Besatzung des rumänischen Gebiets durch das russische Zarenreich ab der zweiten Hälfte des 18. Jahrhunderts fanden auch einige russische Wörter in die rumänische Sprache Einfluss. Viele dieser Elemente gerieten jedoch bald wieder in Vergessenheit oder gelten heute als archaisch. Aufgrund der politischen, sozialen und wirtschaftlichen Verhältnisse und aus ideologischen Gründen wurden nach 1945 Lehnübersetzungen und Wortentlehnungen aus dem Russischen eingeführt.
Heute beträgt der Anteil slawischer Entlehnungen am rumänischen Wortschatz noch zwischen 10 % und 20 %.
Beispiele für slawische Entlehnungen
- altkirchenslawisch:
  - ältestes:
    - altkirchenslawisch blato (vgl. serbokroatisch blȁto, bulgarisch bláto) → rumänisch baltă ‚Pfütze, Teich‘; aksl. dlato → rumänisch daltă ‚Meißel‘; altkirchenslawisch metla (vgl. serbokroatisch mètla, bulgarisch metlá) → rumänisch mătură ‚Besen‘; altkirchenslawisch *stěnъka (vgl. tschechisch stěnka) → rumänisch stâncă ‚Fels(en)‘; altkirchenslawisch sŭto (vgl. bulgarisch sto, serbokroatisch stȏ) → rumänisch sută ‚Hundert‘

  - späteres:
    - altkirchenslawisch *mogyla ‚Grabhügel‘ (vgl. serbokroatisch mògila ‚Grab‘) → altrumänisch moghilă → movilă ‚Hügel‘; altkirchenslawisch *mȏldŭ ‚jung‘ → *moldika ‚Bäumchen‘ (vgl. serbokroatisch mladić, bulgarisch mladok) → rumänisch dialektal molidf, molitf, Standard molid ‚Fichte‘; altkirchenslawisch pola → rumänisch poală ‚Schoß‘; altkirchenslawisch rana (vgl. bulg. rana, skr. rȁna) → rum. rană ‚Wunde, Verletzung‘; altkirchenslawisch skǫpŭ (vgl. serbokroatisch skȕp, bulgarisch skǎp) → rumänisch scump ‚teuer‘; altkirchenslawisch sŭdravĭnŭ → rumänisch zdravăn ‚stark, kräftig‘; altkirchenslawisch *sŭgrŭčiti sę (vgl. tschechisch skrciti) → rumänisch zgârci (neben sgârci) ‚hocken, kauern‘; altkirchenslawisch tŭrgŭ (vgl. bulgarisch tǎrg, serbokroatisch tȑg) → rumänisch târg ‚Markt, Handelsort‘.
- südslawisch:
  - serbokroatisch/bulgarisch baba → rumänisch babă ‚alte Frau‘; serbokroatisch glȍg, bulgarisch glog ‚Weißdorn‘ → rumänisch ghioagă ‚Keule; Klotz aus Weißdorn‘; serbokroatisch ìzvor, bulgarisch izvor → rumänisch izvor ‚Quelle‘; serbokroatisch kȍpile, bulgarisch kópele ‚uneheliches Kind‘ → rumänisch copil ‚Kind‘
- bulgarisch:
  - bulgarisch gorun → rumänisch gorun ‚Traubeneiche‘; mbulg. hvruljam, zahvurljam (vgl. bulgarisch hvărljam (хвърлям), mazedonisch frli (фрли)) → rumänisch azvârli (neben zvârli) ‚schleudern, (aus)werfen, schnellen‘; bulgarisch kopája ‚aushöhlen‘ → arumänisch copaci → rumänisch copac ‚Baum‘ (vgl. albanisch kopaç ‚Baumstumpf‘); bulgarisch melčev, melčov → altrumänisch melciu → rumänisch melc ‚Schnecke‘; bulgarisch močilo ‚Pfütze, Sumpf‘ → rumänisch mocirlă ‚Moor‘
- serbokroatisch:
  - serbokroatisch lȁtica ‚Blütenblatt‘ → rumänisch altiță ‚rote Wollstickerei über die Schulter‘; serbokroatisch lèšina ‚Aas, Tierkadaver‘ → rumänisch leșina ‚in Ohnmacht fallen‘; serbokroatisch vȁtra ‚Feuer‘ → rumänisch vatră ‚Zuhause, Kamin‘
- ukrainisch:
  - ukrainisch bort ‚Bohrung‘, bortyly ‚bohren‘ → rumänisch bortă ‚Bohrung‘, bort(el)i ‚bohren‘; ukrainisch taraš ‚Säule, Pfahl‘ → rumänisch țăruș ‚Zeltpflock‘; ukrainisch žyvec ‚Fischlaich‘ → rumänisch juvete ‚Fischbrut, kleine Fische‘
- polnisch:
  - polnisch dołow → rumänisch dulău ‚Hund (große Rasse)‘; polnisch pawęża → rumänisch pavăză ‚Schutzschild‘
- bolnav ‚krank‘
- ceas ‚Uhr‘
- clădi ‚bauen‘
- corenie ‚Ursprung, Familie‘
- curvă ‚Hure‘
- drag ‚lieb‘, dragoste ‚Liebe‘
- gol ‚nackt, leer‘
- iubi ‚lieben‘
- jale ‚Traurigkeit‘
- măgar ‚Esel‘
- nevoie ‚Bedürfnis‘
- cinste ‚Ehrlichkeit, Ehre‘
- rudă ‚Verwandte/Verwandter‘
- tată ‚Vater‘
- zid ‚Wand‘

#### Gräzismen
Unter dem Einfluss des Byzantinischen Reichs wurden seit dem 6. Jahrhundert auch mittelgriechische Wörter ins Rumänische übernommen:
- fríkē (φρίκη) ‚Schauder, Entsetzen‘ → frică ‚Furcht‘
- kárabos (κάραβος) ‚Krebs, Langhornbock‘ → caraban ‚Nashornkäfer‘
- lípō (λείπω; fut. lípsō, λείψω) ‚verlassen‘ → lipsi ‚fehlen‘
- makári (μακάρι) ‚hoffentlich, wenn doch nur…‘ → măcar ‚wenigstens‘
- spätmittelgriechisch ófelos (όφελος) → folos ‚Nutzen‘
- frühmittelgriechisch prósfatos (πρόσφατος) → proaspăt ‚frisch‘
- sklábos (σκλάβος) ‚Sklawe‘ → veraltet șcheau, șchiau ‚Bulgare, bulgarisch‘

Durch Vermittlung des Südslawischen (vgl. Altkirchenslawisch, Bulgarisch, Serbokroatisch) wurden weitere Byzantinismen entlehnt:
- griechisch drómos (δρόμος) → altkirchenslawisch drumŭ → rumänisch drum ‚Weg‘
- griechisch efthinós (εὐθηνός) ‚erfolgreich‘ → serbokroatisch ieftin, bulgarisch evtin (евтин) → rumänisch ieftin, (früher) eftin ‚billig‘ (vgl. neugriechisch φθηνός fthinós ‚billig‘)
- griechisch myrízomai (μυρίζομαι) → altkirchenslawisch mirosati → rumänisch mirosi ‚riechen‘

Auch einige neugriechische Wörter wurden, vor allem während der Herrschaft der Phanarioten, entlehnt:
- bufos (μποῦφος) ‚Uhu, Trottel‘ → bufă (neben buhă) ‚Eule, wirres Kopfhaar; Kinderspiel‘
- buzunára (μπουζουνάρα) → buzunar ‚Hosen- oder Jackentasche‘
- fasóli (φασόλι) → fasole ‚Bohne‘
- kukuvágia (κουκουβάγια) → cucuvea (neben cucuvaie, cucuveică, cucumea(gă)) ‚Steinkauz‘
- orfanós (ορφανός) → orfan ‚Waisenkind‘ (gegenüber aromunisch oarfãn aus Vulgärlatein)

#### Ungarismen
Die Zahl der Lehnwörter aus der Nachbarsprache Ungarisch ist regional sehr verschieden hoch: In Siebenbürgen gibt es viele umgangssprachliche Wörter, die nicht in die rumänische Hochsprache Eingang gefunden haben. Zu den ungarischen Lehnwörtern im allgemeinen Wortschatz gehören:
- ungarisch bunda → rumänisch bundă ‚Pelzmantel‘
- ungarisch dialektal döböny ‚zylindrisches, hölzernes Geschirr aus einem Stücke, mit Deckel, zum Honig und dergleichen‘ → siebenbürgisches Rumänisch ghiob ‚Holzgefäß‘
- ungarisch fogadni → rumänisch făgădui ‚versprechen‘
- ungarisch gazda → rumänisch gazdă ‚Wirt, Hausherr‘
- ungarisch gond → rumänisch gând ‚Gedanke‘
- ungarisch kocsi → rumänisch cocie ‚Kutsche‘
- ungarisch költeni → rumänisch cheltui ‚Geld ausgeben‘
- ungarisch menteni → rumänisch mântui ‚retten, bewahren‘
- ungarisch oltvány → rumänisch altoi ‚Bäume veredeln‘
- ungarisch szoba → rumänisch sobă ‚Zimmer, Ofen‘ (das ungarische Wort ist seinerseits aus dt. Stube entlehnt)
- ungarisch város → rumänisch oraș ‚Stadt‘

#### Lehnwörter aus dem Deutschen
- Kartoffel → cartof
- Halbe (Bier) → halbă
- Schraube → șurub
- Schublehre → șubler
- Henker → hingher ‚Hundefänger‘,
- schlampat (bairisch) ‚schlampig‘ → șlampăt
- Schmirgel → șmirghel
- Schalter → șaltăr (mundartlich)
- Schiene → șină
- Bohrmaschine → bormașină
- Spritzer → șpriț
- servus (Gruß) → servus (siebenbürgisch)
- Abziehbild → abțibild
- Seegras → zegras
- Speis (bairisch) ‚Speisekammer‘ → șpais (mundartlich)
- Schinken → șuncă
- Schindel → șindrilă
- Schnitzel → șnițel
- Zitze → țâță
- Tischläufer → tișlaifer (mundartlich)
- Turm → turn
- Zuckerbäckerin → țucărpecărița (mundartlich)
- Rucksack → rucsac
- Plattfuß → platfus
- Gläserei → glăjărie (siebenbürgisch)
- Bügeleisen → biglais (mundartlich im Banat)
- Brief → brif (mundartlich in der Bukowina)
- Leber → lebăr ‚Leberwurst‘
- Kellner → chelner
- Krenwürstchen → crenvurști
- Kremschnitte → cremșnit
- Kloster → cloașter (mittelalterliche Bezeichnung für katholische Klöster)
- Streif → ștraif
- steif (adj.) → ștaif (Zusatz zum Versteifen: Kragen, Schild[mütze], …)
- Strudel → ștrudel (nur im gastronomischen Sinn)
- Stanitzel (bairisch) → ștanițăl
- Pantoffel → pantof ‚Schuh‘

#### Turzismen
Das Rumänische kennt mehrere Schichten von Entlehnungen aus den Turksprachen, z. B.
- Westtürkisch
  - Petschenegisch und Kumanisch:
    - rumänisch beci ‚Keller‘ (kumanisch beči ‚Befestigung‘), coman ‚Teufel; Monster‘ (kumanisch Koman), oină ‚rumänisches Ballspiel‘ (vgl. türkisch oyun ‚Spiel‘, aromunisch oină ‚Kartenspiel‘), toi ‚Höhepunkt, Gipfel‘ (kumanisch toy), vielleicht auch capcană ‚Falle‘ (vgl. türkisch kapkan).[31]

  - Tatarisch:
    - rumänisch arcan ‚Lasso‘, ceaun ‚Kessel‘ (tatarisch ca(h)un), moldauisch gigăt ‚mutig, kühn‘, han ‚tatarischer Fürst‘, mârzac ‚tatarischer Adlige, Edelmann‘ (tatarisch mïrza), oba ‚tatarisches Häuschen‘.[31]
- Türkei-Türkisch
  - Osmanisches Türkisch
    - Umgangssprachliches oder mundartliches:
      - mundartlich dövlek (gegenüber Standard devlek) → rumänisch dovleac ‚Kürbis‘; umgangssprachlich farfuri (Standard fağfuri) → rumänisch farfurie ‚Porzellanteller‘; umgangssprachlich tuç (Standard tunc) → tuci ‚Messing‘ usw.[31]

    - Veraltendes:
      - ağami (neutürkisch acemi) → rumänisch ageamiu ‚Anfänger, Neuling‘; hergele (neutürkisch Sinn ‚(Deck-, Zug-)Hengst‘) → rumänisch herghelie ‚Gestüt, Stall‘; kerhana (neutürkisch Sinn ‚Hurenhaus‘) → rumänisch cherhana ‚Fabrik‘ usw.[31]

    - Neben großteils veraltetem Militärwortschatz stehen z. B. folgende Wörter mit gleichlautenden neutürkischen Entsprechungen:
      - türkisch baş → rumänisch baci ‚Schafhirt‘; türkisch çoban → rumänisch cioban ‚Hirte‘; çorap → ciorap ‚Socken‘; çorba → ciorbă ‚Suppe‘; dolap → dulap ‚Schrank‘; fıstık → fistic ‚Pistazie‘; kahve → cafea ‚Kaffee‘; köfte → chiftea ‚Fleischkloß‘; kutu → cutie ‚Schachtel‘; pabuç → papuc ‚Hausschuhe‘ usw.

### Wortschatz unklarer Herkunft
Wie in jeder Sprache gibt es auch im Rumänischen Wörter, deren Herkunft sich weder aus dem lateinischen Erbgut noch aus dem Kontakt mit späteren Sprachen erklären lässt. Möglicherweise handelt es sich bei solchen Wörtern um Substrat aus älteren Sprachen, die auf dem Gebiet des heutigen Rumänien vor der lateinischen Kolonisierung gesprochen wurden, wie Dakisch. Da diese Sprachen jedoch kaum belegt sind, ist eine Zuordnung dieser Wörter zu einer bestimmten Sprache nur selten möglich. Beispiele für solche Wörter im Rumänischen sind:
- băiat ‚Knabe‘
- gașcă ‚Clique‘
- hoț ‚Dieb‘
- strugure ‚Weintraube‘
- brânză ,Käse‘
- balaur ,Drache‘
- cârlig ,Haken‘

## Interne Sprachgeschichte

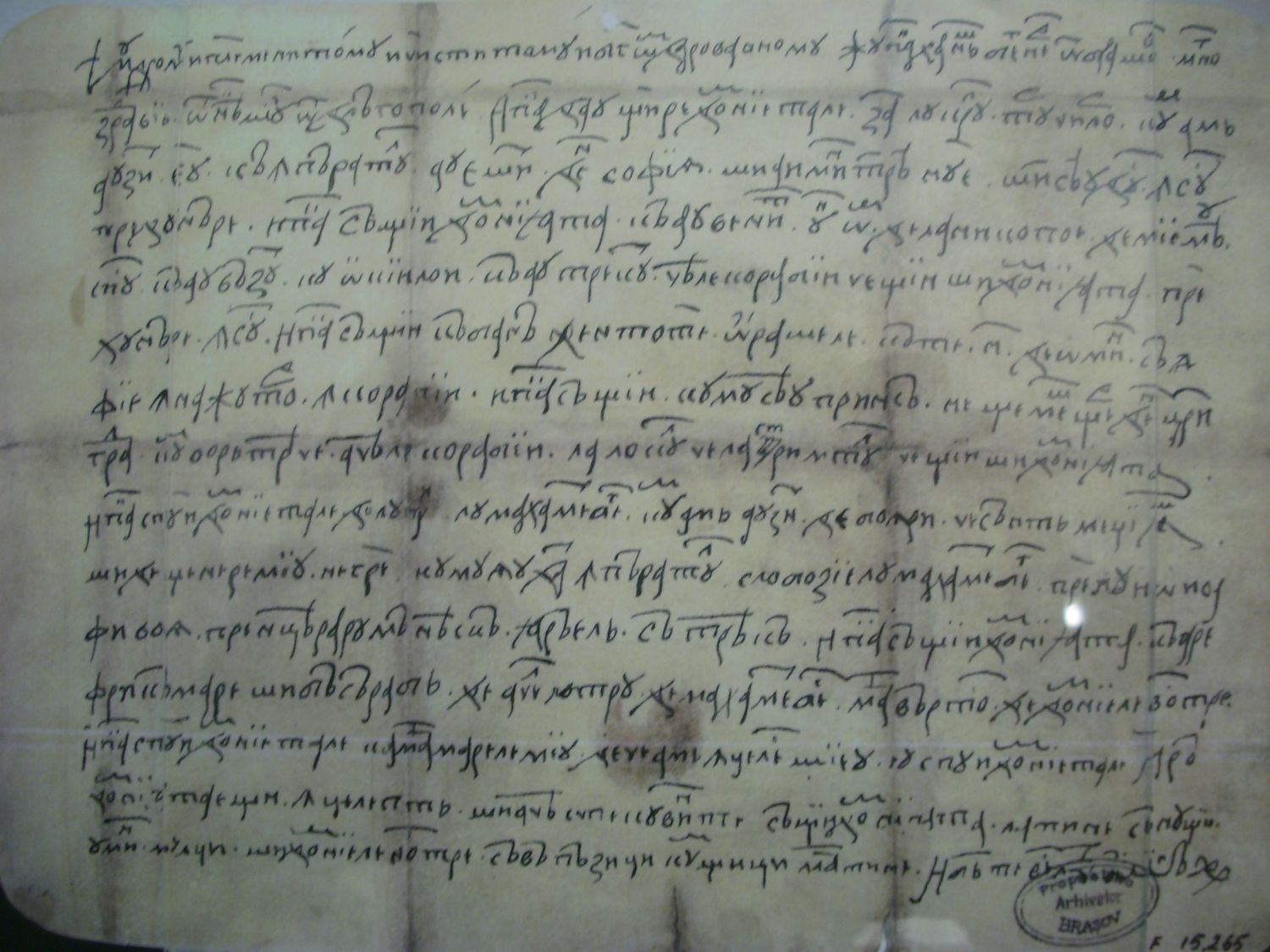
Neacșus Brief

Als ältestes Dokument in rumänischer Sprache gilt Neacșus Brief aus dem Jahr 1521.
Das Altrumänische weist bereits die meisten Züge des Neurumänischen auf. Hier eine kleine Übersicht der Charakteristika:
Syntax
- Wortstellung: Subjekt-Verb-Objekt
- enklitischer Artikel: ajutoriul „die Hilfe“
- proklitischer Artikel bei Eigennamen: luna lu Mai „der Monat Mai“
- das Auxiliar beim Perfekt ist stets a avea: am scris „ich habe geschrieben“

Morphologie
- der Plural der meisten Maskulina (und mancher Feminina) lautet auf -i, jener der meisten Feminina (und mancher Neutra) auf -e, Neutra bilden den Plural auf -uri.
- Existenz eines Relativpronomens für den Genitiv und Dativ Plural: care < lat. QUALEM
- neben dem enklitischen Artikel -ul existiert ein enklitischer Artikel -lu, z. B. fiulu „der Sohn“.
- regelmäßige Steigerung von bine „gut“
- Genitivbildung durch Flexion (casǎ domnului) oder Präposition möglich (casǎ de domnu)
- Die vier Verbklassen des Lateinischen sind erhalten geblieben: I. CANTARE > cânta, II. HABERE > avea, III. MERGERE > merge, IV. VENIRE > veni, wobei nur noch Klasse I und IV produktiv sind.
- Der Infinitivschwund ist bereits vollzogen, der Konjunktiv wird in der Regel mit sǎ + Indikativformen gebildet.

Wortschatz
- Schon im ältesten erhaltenen rumänischen Text gibt es über 90 % Wörter lateinischen Ursprungs.

Lautsystem
Aufgrund der zu den anderen romanischen Sprachen isolierten Lage finden sich in der rumänischen Sprache mehrere besondere Lautentwicklungen. Es gibt auch einige Gemeinsamkeiten, wie zum Beispiel mit der italienischen Sprache [kl] > [kj] (Lat. clarus > Rum. chiar, Ital. chiaro = berühmt, tatsächlich) und mit der dalmatinischen Sprache, z. B. [gn] > [mn] (Lat. cognatus > Rum. cumnat, Dalm. comnut = Schwager).
Einige der beachtenswerten Verschiebungen:
- Diphthongierung von e und o
Lat. cera > Rum. ceară (Wachs)
Lat. sol > Rum. soare (Sonne)
- Jotazismus [e] → [ie] am Wortanfang
Lat. herba > Rum. iarbă (Gras, Kraut)
- Velare [k], [g] → Labiale [p], [b], [m] vor alveolaren Konsonanten:
Lat. octo > Rum. opt (acht)
Lat. quattuor > Rum. patru (vier)
Lat. lingua > Rum. limbă (Zunge, Sprache)
Lat. signum > Rum. semn (Zeichen)
Lat. coxa > Rum. coapsă (Oberschenkel, Schenkel)
- Rhotazismus [l] → [r] zwischen Vokalen
Lat. caelum > Rum. cer (Himmel)
Lat. sol > Rum. soare (Sonne)
Lat. sal > Rum. sare (Salz)
- Alveolare [d] und [t] palatalisiert zu [dz]/[z] und [ts], wenn vor kurzem [e] oder langem [i]
Lat. deus > Rum. zeu (Gott)
Lat. tenere > Rum. ține (halten)
Lat. habetis > Rum. aveți (ihr habt)

## Mundartliche Merkmale
Morphologie
- der maskuline Artikel im Singular ist -u (das vulgärlateinische Akkusativsuffix): porcu (das Schwein) vs. rum. (Standard) porcul
- vereinfachte Flexion: diese limitiert sich meist nur auf Feminina, während überwiegend auf Präpositionen statt auf Flexive zurückgegriffen wird.
- Im Dativ wird statt lu auch la ohne Rücksicht auf das Genus gebraucht.
- Was die Pluralbildung betrifft, so kam es hier ohne Rücksicht auf das Genus zum Wandel -a > -e > -i.
- doppelte Markierung bei der Komparation: tare foarte bine statt foarte bine oder tare bine.
- Verben: im Perfekt wird fost oft nur [fos] oder [foz] gesprochen, es überwiegt das zusammengesetzte Perfekt. Einige starke Perfektformen werden anstelle von schwachen verwendet: văst statt văzut (gesehen), vint statt venit (gekommen), aust statt auzit (gehört).